# 葉山侑樹
葉山 侑樹（はやま ゆうき、2001年10月27日 - ）は、日本の俳優、アーティスト。大阪府出身。スターダストプロモーション制作1部所属。7人組ボーイズグループ「S/TEAM BLOOD」のメンバーである。

## 略歴
美容師を目指していたが、2018年9月、大阪でスターダストプロモーションからスカウトされ同事務所に所属。同年12月からEBiDAN OSAKAおよびBATTLE BOYSとしての活動開始。同年12月30日、EBiDAN OSAKAのフリーイベント「Memories of 2018 〜EBiDAN OSAKA〜」にて初ステージに立つ。
2021年4月21日に『岡本侑樹』公式Instagramを開設。同年7月27日に自身のInstagramにて「葉山侑樹」として活動していくことを公表。
2023年7月、植木豪と日本テレビと舞台制作会社S-SIZEがタッグを組んだ若手俳優育成プロジェクト「真夜中の推し活 S/TEAM BLOOD」のオーディションに合格し、7人組アーティストズグループ「S/TEAM BLOOD」のメンバーになる。
2024年、スーパー戦隊シリーズ『爆上戦隊ブンブンジャー』にて鳴田射士郎 / ブンブルー役で出演。

## 人物
趣味は音楽鑑賞。特技はバスケットボール。子供のころは『仮面ライダーカブト』を観ていたという。

## 出演

### テレビドラマ
- 青春シンデレラ（2022年10月17日 - 12月26日、朝日放送テレビ） - 杉村洋平 役
- 最高の生徒〜余命1年のラストダンス〜 第5話（2023年8月19日、日本テレビ） - 鳳来高校の生徒 役
- 君が心をくれたから 第3話（2024年1月22日、フジテレビ） - 委員 役
- 爆上戦隊ブンブンジャー（2024年3月3日 - 2025年2月9日、テレビ朝日） - 鳴田射士郎 / ブンブルー 役[4]
- ブラックペアン シーズン2 第1話（2024年7月7日、TBS） - 研修医 役[5]

### 映画
- レジェンド&バタフライ（2023年1月27日、東映）
- 陰陽師0（2024年4月19日、ワーナー・ブラザース映画）
- 爆上戦隊ブンブンジャー 劇場BOON! プロミス・ザ・サーキット（2024年7月26日、東映） - 鳴田射士郎 / ブンブルー 役[6]

### ウェブドラマ
- Huluドラマ「マイルノビッチ」（2021年2月12日 - 4月2日）

### オリジナルビデオ
- 爆上戦隊ブンブンジャーVSキングオージャー（2025年10月29日、東映ビデオ） - 鳴田射士郎 / ブンブルー 役[7]

### ラジオ
- メゾン・ド・ミュージック（2020年7月22日・11月25日、MBSラジオ）

### 舞台
- 舞台「FAKE MOTION -THE SUPER STAGE-」（2021年4月19日 - 5月2日、品川プリンスホテル ステラボール） - 真田海 役
- ミッション・イン東京物語（2021年6月23日 - 27日、CBGKシブゲキ‼︎） - 初台たく実 役
- 爆走おとな小学生 十四回全校集会「初等教育ロイヤル（赤組）」（2021年7月23日 - 25日、京都劇場） - 5年生 森くん 役
- 朗読劇「匣の中」（2021年9月3日 - 5日、五反田G2） - レイジ 役
- 山田裕太引退記念授業「漢のピリオド.～The Last Stage～」（2021年9月16日 - 20日、CBGKシブゲキ!!） - 大山くん 役
- カルテットルーム（2021年10月20日 - 24日、中目黒キンケロ・シアター）※ルーム2のみ
- 爆上戦隊ブンブンジャーショーシリーズ第3弾 特別公演「アクセルブンブンブーン！届け、音楽の力！更なる加速、ブンブンパワー大爆走！！」（2025年1月2日 - 2月2日、シアターGロッソ） - 鳴田射士郎 / ブンブルー 役
- 爆上戦隊ブンブンジャーショーシリーズ第4弾「宇宙を越える熱き絆!爆アゲ!GロッソFINAL LAP!!」（2025年2月11日 - 3月23日　シアターGロッソ） - 鳴田射士郎 / ブンブルー 役
- 爆上戦隊ブンブンジャー ファイナルライブツアー2025（2025年3月30日、静岡市清水文化会館マリナート・大ホール / 4月5日、川商ホール(鹿児島市民文化ホール) / 4月6日、福岡サンパレス / 4月13日、仙台サンプラザホール / 4月20日、札幌文化芸術劇場 hitaru / 4月26日・27日、Niterra日本特殊陶業市民会館 / 4月29日、キッセイ文化ホール(長野県松本文化会館) / 5月10日、新潟県民会館 / 5月17日・18日、オリックス劇場）

### テレビ番組
- 真夜中の推し活～S/TEAM BLOOD～（2023年7月25日 - 、日本テレビ） - レギュラー
- スチブラハウス（2024年2月7日 - 3月13日、日本テレビ） - レギュラー

### CM
- PayPay 受験勉強篇（2020年1月10日 - ）
- ワコール「non!PK」（2020年2月5日 - ）
- トンボ「EAST BOY」（2021年5月6日 - ）

### 玩具
- 爆上戦隊ブンブンジャー ブンブンチェンジャー -MEMORIAL EDITION-（2025年8月）
- 爆上戦隊ブンブンジャー ブンブンチェンジアックス -MEMORIAL EDITION-（2025年10月）

## 書籍

### 写真集
- 蒼穹（2025年3月14日、KADOKAWA）

## ディスコグラフィ

### キャラクターソング
| 発売日        | 商品名                                                        | 歌 | 楽曲              | 備考                                             |
| ------------- | ------------------------------------------------------------- | --- | ----------------- | ------------------------------------------------ |
| 2024年9月25日 | 爆上戦隊ブンブンジャーEP vol.3 (オリジナル・サウンドトラック) | ブンレッド/範道大也（井内悠陽）、ブンブルー/鳴田射士郎（葉山侑樹）、ブンピンク/志布戸未来（鈴木美羽）、ブンブラック/阿久瀬錠（齋藤璃佑）、ブンオレンジ/振騎玄蕃（相馬理）、さくらキッズ | 「にじ」          | 特撮テレビドラマ『爆上戦隊ブンブンジャー』関連曲 |
| 2025年1月29日 | 爆上戦隊ブンブンジャー キャラクターソングアルバム             | ブンブルー/鳴田射士郎（葉山侑樹） | 「Hot Chemistry」 | 特撮テレビドラマ『爆上戦隊ブンブンジャー』関連曲 |
| 2025年1月29日 | 爆上戦隊ブンブンジャー キャラクターソングアルバム             | THE BUNBUNZ | 「BAKUAGE!!」     | 特撮テレビドラマ『爆上戦隊ブンブンジャー』関連曲 |

### ユニットメンバー
1. ↑  井内悠陽、葉山侑樹、鈴木美羽、齋藤璃佑、相馬理、宮澤佑